# Wasyl Kuk
Wasyl Stapanowycz Kuk, ukr. Васи́ль Степа́нович Кук, ps. „Kowal”, „Łemisz”, „Medwid” (Wedmid), Jurko (ur. 11 stycznia 1913 w Krasnem koło Złoczowa, zm. 9 września 2007 w Kijowie) – ukraiński działacz wojskowy i nacjonalistyczny, ostatni dowódca UPA (od 1950), więzień polityczny.

## Życiorys
Ukończył państwowe gimnazjum w Złoczowie, następnie studia prawnicze i ekonomiczne na uniwersytecie w Lublinie. Był członkiem Organizacji Ukraińskich Nacjonalistów od jej powstania, na uniwersytecie zorganizował koło OUN, od 1930 członek zarządu OUN powiatu złoczowskiego. W 1934 wraz z bratem Ilarijem został skazany na dwa lata więzienia za zorganizowanie akcji sabotażowych w Złoczowie. Na wolność wyszedł po śmierci marszałka Piłsudskiego. Od 1937 roku działał w konspiracji. We Lwowie kierował laboratorium produkującym bomby wykorzystywane do zamachów na polskich policjantów, organizował podziemną drukarnię koło Podhajec oraz uczestniczył w kilku drobnych akcjach terrorystycznych.
Od 1939 r. w Krakowie, kierował oddziałem organizacyjnym OUN. Od kwietnia 1941 został członkiem Zarządu OUN.
W 1941 r. dowodził grupą marszową kierującą się do Dniepropietrowska. Od 1942 r. był krajowym przewodniczącym OUN.
Od lutego 1943 kierował nacjonalistycznym podziemiem ukraińskim na terenie Reichskommissariat Ukraine, Krymu, Kubania i Transnistrii.
W latach 1944–1949 dowódca grupy UPA-Południe i zastępca Romana Szuchewycza.
Schwytany przez KGB 23 kwietnia 1954, przebywał w więzieniach w Kijowie i Moskwie do 1960 r.
W 1960 r. opublikował „List otwarty Wasyla Kuka do Jarosława Stećki, Mykoły Łebedia, Stepana Łenkawskiego, Darii Rebet, Iwana Hryniocha i do wszystkich Ukraińców mieszkających za granicą”. W liście tym uznawał władzę radziecką na Ukrainie, krytykował metody walki OUN i UPA, a także wzywał wszystkie ukraińskie organizacje, prowadzące walkę narodowowyzwoleńczą, do ich ujawnienia i uznania ZSRR..